# Gamelas
Gamelas (Gamellas de Vianna, Gamellas de Codó, Gamellas).- Pleme američkih Indijanaca iz brazilske države Maranhão, blizu grada São Luís. Jezično su ovi Indijanci klasificirani u samostalnu jezičnu obitelj.  –Razni autori (Martius, Beiträge, vol. 2.) počeli su poistovjećivati Sacamekrãn s Gamellas de Codo Indijancima, koji ne samo da nisu isti, nego su bili i krvni neprijatelji. Njihov jezik je slabo poznat, ali se zna da su identični plemenu poznatom kao Acobu (=Hak pó), što je bio Timbira naziv za njih. Na mjestu njihovog sela niknulo je mjesto nazvano “São José dos Índios”, kasnije preimenovano u “São José do Lugar”, i na kraju u “São José de Ribamar.” Poznati su po nošenju usnenoog nakita, labreta. 

## Vanjske poveznice
- Nimuendajú: The Eastern Timbira